# غريغوري ر. هانكوك
غريغوري ر. هانكوك (بالإنجليزية: Gregory R. Hancock)‏ هو أكاديمي أمريكي، ولد في 18 أبريل 1963.